# Lijst van gouverneurs van Sint Maarten
Onderstaand volgt een Lijst van gouverneurs van Sint Maarten, een land binnen het Koninkrijk der Nederlanden.
| Termijn      | Gouverneur van Sint Maarten | Gouverneur van Sint Maarten |
| ------------ | --------------------------- | --------------------------- |
| 2010 - 2022  | Eugene Holiday              | Benoemd per 10 oktober 2010 |
| 2022 - heden | Ajamu Baly                  | Benoemd per 10 oktober 2022 |